# Тутальський Санаторій
Тута́льський Санато́рій (рос. Тутальский Санаторий) — селище у складі Яшкинського округу Кемеровської області, Росія.
Стара назва — Санаторій Тутальський.

## Населення
Населення — 103 особи (2010; 153 у 2002).
Національний склад (станом на 2002 рік):
- росіяни — 87 %